# CS Crișana Oradea
Clubul Sportiv Crișana Oradea, pe scurt Crișana Oradea este un fost club de fotbal din Oradea, România. A jucat în prima ligă românească de fotbal, Divizia A, din 1932 până în 1938.

## Istorie

### Campionatul Regional de Fotbal al României
Clubul a fost fondat în anul 1929. Jucătorii din primul an de existență au fost: Putirică, Combi, Aurel, Bulzan, Restea, Slopu, Vanghelu, Blondu, Ștefănescu, Matei, I. Bonațiu, Mureșan, Magău, Budău, Cionca.
Participă în Campionatul Regional de Fotbal al României în sezonul 1928-29 termină pe locul 3. Anul următor devine vicecampioana seriei. În sezonul 1930-1931 clubul câștigă Seria Oradea a Ligii de Nord, cu următoarea linie de clasament: 8   8  0  0  47- 3  16, dar este eliminat la prima participare în turneul final de către SG Sibiu. În 1931-1932 în care câștigă încă o dată Liga de Nord, dar este din nou eliminat în runda preliminară a turneului final, de această dată de către Târgu Mureș. Președintele a fost V. German, și omul responsabil cu clubul de fotbal a fost Ladislau Csillag.

### Divizia A
O contribuție importantă la reorganizarea clubului au avut Dr. T. Moraru, Dr. V. Pop și Pop Z. Pop.
Începând cu 1932, clubul joacă în prima divizie, până în 1938, în prima jumătate a campionatului. Din 1932-33 au fost două serii de șapte cluburi și Crișana a ajuns pe locul al treilea în seria 1. În sezonul următor clubul a ajuns pe locul al doilea în urma Venus București. După ce cele două serii au fuzionat într-o singură serie, clubul a terminat în mijlocul clasamentului. În 1936-37, doar Unirea Tricolor București a terminat sub Crișana, dar pentru că Divizia A a trecut din nou în două serii, clubul a fost salvat de la retrogradare. În sezonul următor clubul a terminat pe locul opt din zece cluburi, dar pentru că competiția s-a redus din nou la douăsprezece cluburi, Crișana a retrogradat. 

### Divizia B
În 1938-1939 și 1939-1940 clubul a jucat în divizia a doua. După două sezoane clubul a devenit campion, dar datorită Dictatului de la Viena, orașul Oradea a ajuns în mâinile maghiare și a continuat să joace acolo în competiție. Jucători importanți: Püllőck, I. Budău, I. Bonațiu, Pintea, Bugariu, Frențiu, I. Baratky, E. Lakatos, C. Deleanu, Țuțuianu, Ad. Bocșa, Al. Torjoc, P. Malița, Pop, Aștilean, Lucaci, Fr. Dvorysák, Țăranu, Ladislau Dallos, Szilágy.

### În Ungaria
A participat în liga a 4-a maghiară în sezonul 1940-41, când ocupă locul 8. Sezonul următor termina pe locul 9. În sezonul 1942-43 devine campioana seriei și promovează în liga a 3-a.

### Înapoi în România
După al doilea război mondial, echipa reapare în divizia a doua, care fuzionează cu CFR, noul nume fiind Crișana CFR. În 1947 cele două cluburi s-au divizat din nou, doar CFR rămâne. În 1950 clubul și-a schimbat din nou numele și de acum înainte a fost numit Locomotiva Oradea. După retrogradarea din Divizia B în 1954, a luat parte în Divizia C în sezonul 1956 și s-a desființat după ce a retrogradat din nou în campionatul regional, și cu acest lucru, dispare.

## Schimbarea numelui
- în 1929 - Crisana Oradea
- în 1940 - Nagyváradi MÁV TK
- în 1946 - Crișana-CFR Oradea
- în 1948 - CFR Oradea
- în 1950 - Locomotiva Oradea

## Concidențe de nume
- FC Bihor s-a înființat în anul 1958, numindu-se atunci Crișul, fără vreo legătură cu CS Crișana Oradea. A activat în campionatul regional până în 1960 când, a fuzionat cu echipa fabricii de încălțăminte Solidaritatea și a promovat în Divizia B. În sezonul 1961-1962 echipa își schimbă numele în A.S.A. Crișul(o altă denumire a clubului interbelic). Abia în 1972 clubul își schimbă numele în FC Bihor.

- În 1961 un alt club reapare sub numele CS Oradea, dar este clubul CA Oradea care și-a schimbat denumirea, cu nici o legătură între cele două. După o scurtă perioadă ca CS Oradea, numele a fost schimbat în CSM Crișana Oradea - perpetuând confuzia deoarece acesta era alt nume folosit de clubul complet diferit din oraș, existent înainte de cel de-al doilea război mondial, și de asemenea o rivală a CAO.

## Crișana în Divizia A
- 1932-1933 • 12 • 7 • 1 • 04 • 22 - 22 • 15 puncte
- 1933-1934 • 14 • 7 • 4 • 03 • 29 - 19 • 18 puncte
- 1934-1935 • 22 • 8 • 6 • 08 • 46 - 50 • 22 puncte
- 1935-1936 • 22 • 8 • 3 • 11 • 44 - 48 • 19 puncte
- 1936-1937 • 22 • 5 • 5 • 12 • 35 - 53 • 15 puncte
- 1937-1938 • 18 • 5 • 1 • 12 • 23 - 40 • 11 puncte

## Palmares
Liga I Seria I:
 Vicecampioana (1): 1933–34
 Locul 3 (1): 1932-33
 Liga II:
 Campioana (1): 1939–40
 Campionatul Regional de Fotbal al României:
 Campioana (2): 1930-31, 1931-32
 Vicecampioana (1): 1929-30
 Nemzeti Bajnokság IV
 Campioana (1): 1940-1941

## Jucători cunoscuți
- România Iuliu Baratky
- România Nicolae Kovacs
- România Eugen Lakatos
- România Iosif Lengheriu